# Lomikámen bažinný

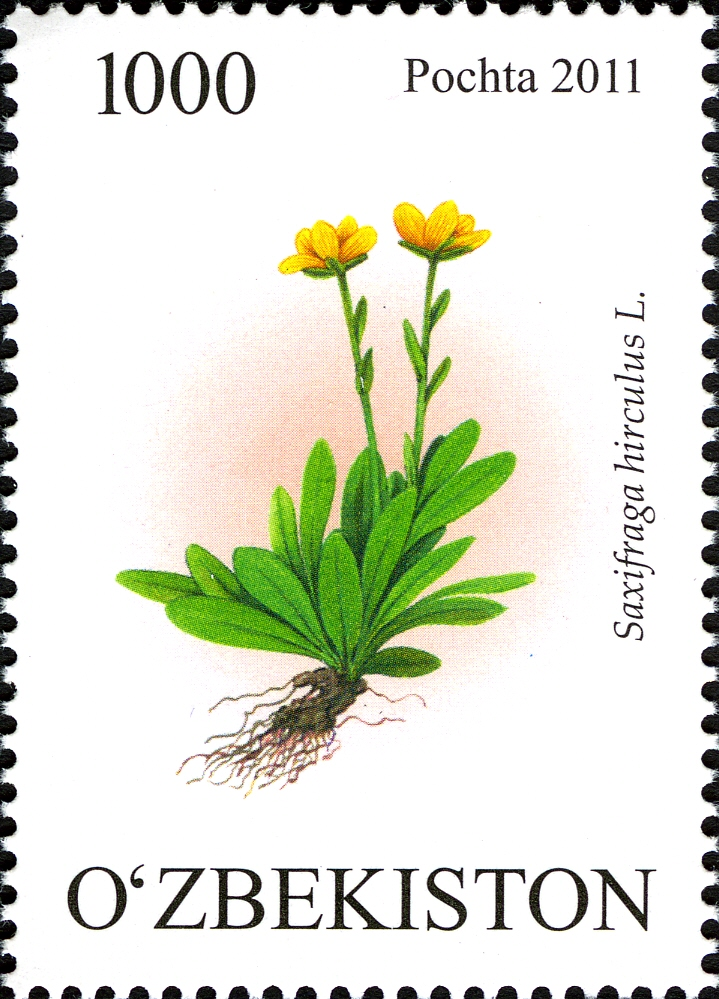
Lomikámen bažinný na uzbecké poštovní známce

Lomikámen bažinný (Saxifraga hirculus) je druh rostliny z čeledi lomikamenovité. Je to vytrvalá bylina s celistvými úzkými listy a jasně žlutými pravidelnými květy, které jsou opylovány hmyzem. Druh je široce rozšířen v tundře severských oblastí Eurasie i Ameriky, jižněji se vyskytuje v některých pohořích. Ve střední Evropě roste velmi vzácně jako postglaciální relikt a na většině lokalit v průběhu 19. a 20. století vymizel. V České republice se nevyskytuje. Nejblíže příbuzné druhy se vyskytují ve Střední Asii. Je to vlhkomilná rostlina s úzce vymezenými nároky na stanoviště. Jako okrasná rostlina se nepěstuje.

## Popis
Lomikámen bažinný je vytrvalá bylina se vzpřímenými květonosnými lodyhami a vystoupavými sterilními výběžky, dorůstající výšky asi 6 až 30 cm. Listy jsou čárkovité, čárkovitě obkopinaté až lžicovité, nečleněné, celokrajné, tenké až lehce dužnaté, 5 až 30 mm dlouhé, lysé nebo řídce rezavě vlnaté. Spodní jsou nahloučené v přízemní růžici a zploštěle řapíkaté, lodyžní střídavé, horní přisedlé. Květy jsou jednotlivé nebo ve dvou až čtyřkvětých vrcholících. Kalich je vzpřímený, později rozestálý a při odkvětu i za plodu většinou nazpět ohnutý, s trojúhelníkovitými cípy. Korunní lístky jsou jasně žluté, při bázi často oranžově tečkované, eliptické, obvejčité až úzce vejčité, min. 2x delší než kališní. Při bázi korunních lístků jsou dvě nektáriové žlázky. Semeník je téměř svrchní, vejcovitý, s volnými čnělkami. Plodem je podlouhle vejcovitá, 7 až 11 mm dlouhá tobolka.

## Rozšíření
Druh má obrovský cirkumboreální areál v chladných oblastech severní polokoule. Je rozšířen v severských oblastech Eurasie a Severní Ameriky, jižněji jen velmi roztroušeně v horských oblastech, kde může růst v nadmořských výškách až do 5000 metrů. V Evropě je souvislejší výskyt od Skandinávie přes severozápadní Rusko a Baltské státy po severní Polsko, poměrně běžný je i na Islandu. Ve střední Evropě představuje velmi vzácný postglaciální relikt, jeho populace však v průběhu 19. a 20. století prodělaly dramatický úbytek. Nejsilnější středoevropská populace se v současnosti nachází ve švýcarském pohoří Jura.
V Alpách se až na ojedinělé historické nálezy nevyskytuje.
V České republice neroste. Historicky byl některými autory uváděn i z rašelinných luk u Opavy, výskyt však není spolehlivě doložen a bývá zpochybňován.
V Asii je široce rozšířen v severských oblastech, dále se vyskytuje na Kavkaze, Střední Asii, Himálaji, Mongolsku a Číně, ojediněle i v Malé Asii. V Severní Americe je rozšířen od Aljašky až po východní Kanadu, v oblasti Skalistých hor zasahuje na jih až do Nového Mexika.
Vyskytuje se v různých typech tundry, na rašeliništích a alpínských loukách. Jedná se o málo konkurenceschopnou rostlinu se specifickými nároky na stanoviště. Roste v polštářích mechů na bažinatých lokalitách s neutrální nebo jen slabě kyselou půdou a stabilní hladinou spodní vody blízko půdního povrchu. Mělký kořenový systém vyžaduje průplach proudící, okysličenou, chladnou vodou, pronikající hrubou rašelinou. Ohrožuje ji zejména změna vodního režimu a přerůstání keři, ostřicemi, rašeliníkem a další okolní vegetací. Naproti tomu z Číny jsou jako charakteristická stanoviště uváděny alpínské louky, lesy a skalní pukliny.

## Ekologické interakce
Květy jsou opylovány širokou paletou různého hmyzu, zejména mouchami a motýly. Rostliny se také množí vegetativně prostřednictvím olistěných, kořenujících výběžků.

## Ohrožení a ochrana
Druh je zařazen na seznamu zvláště chráněných rostlin Bernské úmluvy, rovněž patří mezi druhy směrnice 92/43/EHS o stanovištích. Je zákonem chráněn i ve Velké Británii, Irsku, Francii, Švýcarsku, Polsku a v některých dalších zemích.

## Taxonomie a původ
V rámci rodu Saxifraga je druh Saxifraga hirculus řazen do podrodu Hirculus a sekce Ciliatae. Je součástí skupiny asi 60 příbuzných druhů (série Hirculoideae), které jsou všechny svým rozšířením omezeny na hory Střední Asie, kde také leží vývojové centrum celé skupiny. Pouze druh S. hirculus se svým cirkumpolárním rozšířením z této skupiny vymyká. Do Severní Ameriky se rozšířil v období pleistocénu přes Beringovu úžinu.
V rámci druhu jsou rozlišovány 4 poddruhy. Nominátní poddruh má cirkumboreální rozšíření. Vyznačuje se vysokými, hojně olistěnými lodyhami a většinou min. dvoukvětými květenstvími. Nižší jednokvěté rostliny rostoucí v horách Colorada byly popsány jako S. hirculus subsp. coloradensis. Zbývající dva poddruhy mají málo olistěnou lodyhu (max. 9 listů) a kališní lístky se při odkvětu nesklánějí nazpět. S. hirculus subsp. compacta má korunní lístky se zřetelnými oušky a je cirkumpolárně rozšířen s izolovanými arelami ve Střední Asii.
S. hirculus subsp. propinqua má korunní lístky neouškaté a kratší kalich. Vyskytuje se v severských oblastech Severní Ameriky od severozápadního Grónska po Beringovu úžinu.

## Význam
Lomikámen bažinný se vzhledem k velmi specifickým nárokům téměř nepěstuje.